# Lijst van onroerend erfgoed in Antwerpen/Stadspark
Een overzicht van het onroerend erfgoed in de wijk Stadspark in de gemeente Antwerpen. Het onroerend erfgoed maakt onderdeel uit van het cultureel erfgoed in België.
| Object                                                                                            | Erfgoedstatus? | Bouwjaar of architect     | Deelgemeente | Adres                                                  | Coördinaten                   | Nummer? | Afbeelding                                                                                        |
| ------------------------------------------------------------------------------------------------- | -------------- | ------------------------- | ------------ | ------------------------------------------------------ | ----------------------------- | ------- | ------------------------------------------------------------------------------------------------- |
| Postmodern burgerhuis                                                                             |                |                           | Antwerpen    | Albertstraat 11                                        | 51° 12' 19" NB, 4° 24' 55" OL | 6393    | Postmodern burgerhuis                                                                             |
| Geheel van drie eclectische burgerhuizen                                                          |                |                           | Antwerpen    | Albertstraat 19-23                                     | 51° 12' 18" NB, 4° 24' 55" OL | 6394    | Geheel van drie eclectische burgerhuizen                                                          |
| Lagere Jongensschool 14                                                                           |                |                           | Antwerpen    | Albertstraat 32                                        | 51° 12' 20" NB, 4° 24' 52" OL | 6395    | Lagere Jongensschool 14                                                                           |
| Neoclassicistisch burgerhuis                                                                      |                |                           | Antwerpen    | Antoon van Dyckstraat 57                               | 51° 12' 29" NB, 4° 24' 60" OL | 6430    | Neoclassicistisch burgerhuis                                                                      |
| Geheel van drie burgerhuizen in eclectische stijl                                                 |                |                           | Antwerpen    | Antoon van Dyckstraat 18-22                            | 51° 12' 35" NB, 4° 24' 55" OL | 6431    | Geheel van drie burgerhuizen in eclectische stijl                                                 |
| Burgerhuis in beaux-artsstijl                                                                     |                |                           | Antwerpen    | Antoon van Dyckstraat 64                               | 51° 12' 30" NB, 4° 24' 57" OL | 6432    | Burgerhuis in beaux-artsstijl                                                                     |
| Burgerhuis in neorenaissancestijl                                                                 |                |                           | Antwerpen    | Antoon van Dyckstraat 66                               | 51° 12' 29" NB, 4° 24' 57" OL | 6433    | Burgerhuis in neorenaissancestijl                                                                 |
| Neoclassicistisch burgerhuis                                                                      |                |                           | Antwerpen    | Belgiëlei 42                                           | 51° 12' 29" NB, 4° 25' 14" OL | 6505    | Neoclassicistisch burgerhuis                                                                      |
| Résidence Avenue de Belgique                                                                      |                |                           | Antwerpen    | Belgiëlei 44                                           | 51° 12' 29" NB, 4° 25' 14" OL | 6506    | Résidence Avenue de Belgique                                                                      |
| Appartementsgebouw in art-decostijl                                                               |                |                           | Antwerpen    | Belgiëlei 48                                           | 51° 12' 29" NB, 4° 25' 12" OL | 6507    | Appartementsgebouw in art-decostijl                                                               |
| Neoclassicistische burgerhuizen                                                                   |                |                           | Antwerpen    | Belgiëlei 56-60, 64                                    | 51° 12' 27" NB, 4° 25' 12" OL | 6508    | Neoclassicistische burgerhuizen                                                                   |
| Burgerhuis in beaux-artsstijl                                                                     |                |                           | Antwerpen    | Belgiëlei 78                                           | 51° 12' 26" NB, 4° 25' 6" OL  | 6509    | Burgerhuis in beaux-artsstijl                                                                     |
| Neoclassicistisch herenhuis                                                                       |                |                           | Antwerpen    | Belgiëlei 150                                          | 51° 12' 15" NB, 4° 24' 54" OL | 6514    | Neoclassicistisch herenhuis                                                                       |
| Burgerhuis in second-empirestijl                                                                  |                |                           | Antwerpen    | Belgiëlei 154                                          | 51° 12' 14" NB, 4° 24' 54" OL | 6515    | Burgerhuis in second-empirestijl                                                                  |
| Modernistisch burgerhuis                                                                          | Monument       |                           | Antwerpen    | Belgiëlei 166                                          | 51° 12' 13" NB, 4° 24' 52" OL | 6516    | Modernistisch burgerhuis                                                                          |
| Neoclassicistisch burgerhuis                                                                      |                |                           | Antwerpen    | Belgiëlei 196                                          | 51° 12' 9" NB, 4° 24' 47" OL  | 6518    | Neoclassicistisch burgerhuis                                                                      |
| Burgerhuizen in art-nouveaustijl                                                                  |                |                           | Antwerpen    | Belgiëlei 200-202                                      | 51° 12' 9" NB, 4° 24' 47" OL  | 6519    | Burgerhuizen in art-nouveaustijl                                                                  |
| Vlaamse Evangelische kerk                                                                         | Monument       |                           | Antwerpen    | Bexstraat 13                                           | 51° 12' 34" NB, 4° 24' 47" OL | 6526    | Vlaamse Evangelische kerk                                                                         |
| Pastorie van de Sint-Jozefskerk                                                                   |                |                           | Antwerpen    | Brialmontlei 2                                         | 51° 12' 34" NB, 4° 25' 10" OL | 6576    | Pastorie van de Sint-Jozefskerk                                                                   |
| Neoclassicistisch burgerhuis                                                                      |                |                           | Antwerpen    | Brialmontlei 4                                         | 51° 12' 34" NB, 4° 25' 10" OL | 6577    | Neoclassicistisch burgerhuis                                                                      |
| Gekoppelde neoclassicistische burgerhuizen                                                        |                |                           | Antwerpen    | Brialmontlei 6-8                                       | 51° 12' 34" NB, 4° 25' 10" OL | 6578    | Gekoppelde neoclassicistische burgerhuizen                                                        |
| Eenheidsbebouwing van neoclassicistische burgerhuizen                                             |                |                           | Antwerpen    | Brialmontlei 12-20                                     | 51° 12' 34" NB, 4° 25' 12" OL | 6579    | Eenheidsbebouwing van neoclassicistische burgerhuizen                                             |
| Burgerhuis in neorenaissancestijl                                                                 |                |                           | Antwerpen    | Brialmontlei 24                                        | 51° 12' 34" NB, 4° 25' 13" OL | 6580    | Burgerhuis in neorenaissancestijl                                                                 |
| Neoclassicistisch herenhuis                                                                       |                |                           | Antwerpen    | Brialmontlei 28                                        | 51° 12' 34" NB, 4° 25' 14" OL | 6581    | Neoclassicistisch herenhuis                                                                       |
| Neoclassicistische burgerhuizen en parochieschool                                                 |                |                           | Antwerpen    | Brialmontlei 30-36, 44, 56, 60-64                      | 51° 12' 33" NB, 4° 25' 19" OL | 6582    | Neoclassicistische burgerhuizen en parochieschool                                                 |
| Neoclassicistisch burgerhuis                                                                      |                |                           | Antwerpen    | Brialmontlei 58                                        | 51° 12' 34" NB, 4° 25' 18" OL | 6583    | Neoclassicistisch burgerhuis                                                                      |
| Neoclassicistisch burgerhuis                                                                      |                |                           | Antwerpen    | Charlottalei 12                                        | 51° 12' 33" NB, 4° 25' 5" OL  | 6626    | Neoclassicistisch burgerhuis                                                                      |
| Gekoppelde neoclassicistische herenhuizen                                                         |                |                           | Antwerpen    | Charlottalei 22-24                                     | 51° 12' 32" NB, 4° 25' 5" OL  | 6627    | Gekoppelde neoclassicistische herenhuizen                                                         |
| Twee appartementsgebouwen in art-decostijl                                                        |                |                           | Antwerpen    | Charlottalei 32-34                                     | 51° 12' 30" NB, 4° 25' 6" OL  | 6628    | Twee appartementsgebouwen in art-decostijl                                                        |
| Herenhuis in neoclassicistische stijl                                                             |                |                           | Antwerpen    | Charlottalei 50                                        | 51° 12' 28" NB, 4° 25' 7" OL  | 6630    | Herenhuis in neoclassicistische stijl                                                             |
| Appartementsgebouw in art-decostijl                                                               |                |                           | Antwerpen    | Consciencestraat 45                                    | 51° 12' 26" NB, 4° 24' 59" OL | 6642    | Appartementsgebouw in art-decostijl                                                               |
| Neoclassicistisch herenhuis                                                                       |                |                           | Antwerpen    | Consciencestraat 22                                    | 51° 12' 29" NB, 4° 25' 1" OL  | 6644    | Neoclassicistisch herenhuis                                                                       |
| Neoclassicistisch burgerhuis                                                                      |                |                           | Antwerpen    | Charlottalei 59                                        |                               | 6693    | Neoclassicistisch burgerhuis                                                                      |
| Neoclassicistisch burgerhuis                                                                      |                |                           | Antwerpen    | Florisstraat 8                                         | 51° 12' 32" NB, 4° 24' 47" OL | 6767    | Neoclassicistisch burgerhuis                                                                      |
| Politiecommissariaat van de 6de Wijk                                                              | Monument       |                           | Antwerpen    | Florisstraat 10                                        | 51° 12' 32" NB, 4° 24' 48" OL | 6768    | Politiecommissariaat van de 6de Wijk                                                              |
| Appartementsgebouw in art-decostijl                                                               |                |                           | Antwerpen    | Frankrijklei 49                                        | 51° 12' 59" NB, 4° 24' 54" OL | 6774    | Appartementsgebouw in art-decostijl                                                               |
| Herenhuis ontworpen door Pieter Dens                                                              |                |                           | Antwerpen    | Frankrijklei 79                                        | 51° 12' 52" NB, 4° 24' 49" OL | 6776    | Herenhuis ontworpen door Pieter Dens                                                              |
| Kerk Onze-Lieve-Vrouw van Gratie                                                                  | Monument       |                           | Antwerpen    | Frankrijklei 89                                        | 51° 12' 51" NB, 4° 24' 46" OL | 6777    | Kerk Onze-Lieve-Vrouw van Gratie                                                                  |
| Onze-Lieve-Vrouwecollege of Jezuïetencollege                                                      |                |                           | Antwerpen    | Frankrijklei 91                                        | 51° 12' 49" NB, 4° 24' 47" OL | 6778    | Onze-Lieve-Vrouwecollege of Jezuïetencollege                                                      |
| Hoekpand met de Louiza-Marialei                                                                   |                |                           | Antwerpen    | Frankrijklei 93                                        | 51° 12' 48" NB, 4° 24' 42" OL | 6779    | Hoekpand met de Louiza-Marialei                                                                   |
| Hotel Neefs                                                                                       | Monument       |                           | Antwerpen    | Frankrijklei 103                                       | 51° 12' 46" NB, 4° 24' 40" OL | 6780    | Hotel Neefs                                                                                       |
| Herenwoning Fréderic Speth                                                                        |                | 1897 Michel De Braey      | Antwerpen    | Frankrijklei 105                                       | 51° 12' 46" NB, 4° 24' 40" OL | 6781    | Herenwoning Fréderic Speth                                                                        |
| Résidence Albert I                                                                                |                |                           | Antwerpen    | Frankrijklei 117, Rubenslei 32                         | 51° 12' 43" NB, 4° 24' 37" OL | 6783    | Résidence Albert I                                                                                |
| Bankgebouw Financia                                                                               |                |                           | Antwerpen    | Frankrijklei 119                                       | 51° 12' 42" NB, 4° 24' 36" OL | 6784    | Bankgebouw Financia                                                                               |
| Herenhuis in neorégencestijl                                                                      |                |                           | Antwerpen    | Frankrijklei 133                                       | 51° 12' 40" NB, 4° 24' 31" OL | 6785    | Herenhuis in neorégencestijl                                                                      |
| Herenhuis in neoclassicistische stijl                                                             |                |                           | Antwerpen    | Frankrijklei 135                                       | 51° 12' 39" NB, 4° 24' 30" OL | 6786    | Herenhuis in neoclassicistische stijl                                                             |
| Drie gekoppelde neoclassicistische burgerhuizen                                                   |                |                           | Antwerpen    | Haringrodestraat 1-5                                   | 51° 12' 16" NB, 4° 24' 52" OL | 6837    | Drie gekoppelde neoclassicistische burgerhuizen                                                   |
| Twee gekoppelde neoclassicistische burgerhuizen                                                   |                |                           | Antwerpen    | Haringrodestraat 14-16                                 | 51° 12' 15" NB, 4° 24' 51" OL | 6843    | Twee gekoppelde neoclassicistische burgerhuizen                                                   |
| Burgerhuis in second-empirestijl                                                                  |                |                           | Antwerpen    | Haringrodestraat 34                                    | 51° 12' 13" NB, 4° 24' 52" OL | 6844    | Burgerhuis in second-empirestijl                                                                  |
| Kapel van het Allerheiligste Sacrament                                                            | Monument       | Ernest Stordiau           | Antwerpen    | Hemelstraat 21-23                                      | 51° 12' 34" NB, 4° 24' 35" OL | 6872    | Kapel van het Allerheiligste Sacrament                                                            |
| Gekoppelde burgerhuizen in beaux-artsstijl                                                        |                |                           | Antwerpen    | Hemelstraat 8-10                                       | 51° 12' 31" NB, 4° 24' 33" OL | 6873    | Gekoppelde burgerhuizen in beaux-artsstijl                                                        |
| Gekoppelde burgerhuizen in neorenaissancestijl                                                    |                |                           | Antwerpen    | Hemelstraat 12-14                                      | 51° 12' 32" NB, 4° 24' 34" OL | 6874    | Gekoppelde burgerhuizen in neorenaissancestijl                                                    |
| Ensemble in beaux-artsstijl                                                                       |                |                           | Antwerpen    | Hertoginstraat 2, Sint-Jozefstraat 1-3                 | 51° 12' 26" NB, 4° 24' 37" OL | 6876    | Ensemble in beaux-artsstijl                                                                       |
| Herenhuis in beaux-artsstijl                                                                      |                |                           | Antwerpen    | Hertoginstraat 6                                       | 51° 12' 26" NB, 4° 24' 37" OL | 6877    | Herenhuis in beaux-artsstijl                                                                      |
| Architectenwoning Charles De Coster                                                               |                |                           | Antwerpen    | Hertoginstraat 34                                      | 51° 12' 29" NB, 4° 24' 40" OL | 6878    | Architectenwoning Charles De Coster                                                               |
| Neoclassicistisch winkelhuis                                                                      |                |                           | Antwerpen    | Isabellalei 29-31                                      | 51° 12' 20" NB, 4° 24' 57" OL | 6889    | Neoclassicistisch winkelhuis                                                                      |
| Neoclassicistische burgerhuizen                                                                   |                |                           | Antwerpen    | Isabellalei 4, 12, 38, 63, 67-69, 75-79, 80-83, 87, 97 | 51° 12' 16" NB, 4° 25' 3" OL  | 6890    | Neoclassicistische burgerhuizen                                                                   |
| Winkelpand in art-nouveaustijl                                                                    |                |                           | Antwerpen    | Isabellalei 131                                        | 51° 12' 11" NB, 4° 25' 9" OL  | 6892    | Winkelpand in art-nouveaustijl                                                                    |
| Winkelpand in neo-Vlaamserenaissance-stijl                                                        |                |                           | Antwerpen    | Isabellalei 2                                          | 51° 12' 24" NB, 4° 24' 53" OL | 6893    | Winkelpand in neo-Vlaamserenaissance-stijl                                                        |
| Eenheidsbebouwing in neoclassicistische stijl                                                     |                |                           | Antwerpen    | Isabellalei 132-134, Wambachstraat 1                   | 51° 12' 9" NB, 4° 25' 8" OL   | 6895    | Eenheidsbebouwing in neoclassicistische stijl                                                     |
| Herenhuis in eclectische stijl                                                                    |                |                           | Antwerpen    | Jacob Jordaensstraat 33                                | 51° 12' 32" NB, 4° 24' 60" OL | 6902    | Herenhuis in eclectische stijl                                                                    |
| Burgerhuis in neo-Vlaamserenaissance-stijl                                                        |                |                           | Antwerpen    | Jacob Jordaensstraat 22                                | 51° 12' 34" NB, 4° 25' 2" OL  | 6903    | Burgerhuis in neo-Vlaamserenaissance-stijl                                                        |
| Burgerhuis in beaux-artsstijl                                                                     |                |                           | Antwerpen    | Sint-Jozefstraat 7                                     | 51° 12' 26" NB, 4° 24' 39" OL | 7059    | Burgerhuis in beaux-artsstijl                                                                     |
| Ensemble van drie burgerhuizen in beaux-artsstijl                                                 |                |                           | Antwerpen    | Korte Leemstraat 7-11                                  | 51° 12' 26" NB, 4° 24' 39" OL | 7060    | Ensemble van drie burgerhuizen in beaux-artsstijl                                                 |
| Ensembles van gekoppelde burgerhuizen in neoclassicistische stijl                                 |                |                           | Antwerpen    | Korte Leemstraat 17-21, 28-32, 36-38                   | 51° 12' 29" NB, 4° 24' 44" OL | 7061    | Ensembles van gekoppelde burgerhuizen in neoclassicistische stijl                                 |
| Burgerhuis in art-nouveaustijl                                                                    |                |                           | Antwerpen    | Korte Leemstraat 10                                    | 51° 12' 27" NB, 4° 24' 42" OL | 7062    | Burgerhuis in art-nouveaustijl                                                                    |
| Burgerhuis in neoclassicistische stijl                                                            |                |                           | Antwerpen    | Korte Leemstraat 42                                    | 51° 12' 29" NB, 4° 24' 44" OL | 7063    | Burgerhuis in neoclassicistische stijl                                                            |
| Burgerhuis in neoclassicistische stijl                                                            |                |                           | Antwerpen    | Lange Leemstraat 13                                    | 51° 12' 37" NB, 4° 24' 36" OL | 7130    | Burgerhuis in neoclassicistische stijl                                                            |
| Burgerhuis in neoclassicistische stijl                                                            |                |                           | Antwerpen    | Lange Leemstraat 45                                    | 51° 12' 34" NB, 4° 24' 39" OL | 7131    | Burgerhuis in neoclassicistische stijl                                                            |
| Hotel André Dumont                                                                                |                | Joris Helleputte          | Antwerpen    | Lange Leemstraat 57                                    | 51° 12' 34" NB, 4° 24' 41" OL | 7132    | Hotel André Dumont                                                                                |
| Neogotisch burgerhuis                                                                             |                |                           | Antwerpen    | Lange Leemstraat 59                                    | 51° 12' 33" NB, 4° 24' 41" OL | 7133    | Neogotisch burgerhuis                                                                             |
| Burgerhuis in beaux-artsstijl                                                                     |                |                           | Antwerpen    | Lange Leemstraat 91                                    | 51° 12' 30" NB, 4° 24' 45" OL | 7134    | Burgerhuis in beaux-artsstijl                                                                     |
| Gekoppelde burgerhuizen in neoclassicistische stijl                                               |                |                           | Antwerpen    | Lange Leemstraat 95-97                                 | 51° 12' 30" NB, 4° 24' 46" OL | 7135    | Gekoppelde burgerhuizen in neoclassicistische stijl                                               |
| Burgerhuis in neoclassicistische stijl                                                            |                |                           | Antwerpen    | Lange Leemstraat 155                                   | 51° 12' 26" NB, 4° 24' 55" OL | 7136    | Burgerhuis in neoclassicistische stijl                                                            |
| Middelbare School voor Meisjes                                                                    |                |                           | Antwerpen    | Lange Leemstraat 26                                    | 51° 12' 35" NB, 4° 24' 35" OL | 7141    | Middelbare School voor Meisjes                                                                    |
| Gekoppelde burgerhuizen in second-empirestijl                                                     |                |                           | Antwerpen    | Lange Leemstraat 36-38                                 | 51° 12' 34" NB, 4° 24' 37" OL | 7142    | Gekoppelde burgerhuizen in second-empirestijl                                                     |
| Neoclassicistisch hoekhuis met Madonna                                                            |                |                           | Antwerpen    | Lange Leemstraat 78                                    | 51° 12' 30" NB, 4° 24' 43" OL | 7143    | Neoclassicistisch hoekhuis met Madonna                                                            |
| Neoclassicistische rijhuizen met winkelpui                                                        |                |                           | Antwerpen    | Lange Leemstraat 84-88                                 | 51° 12' 29" NB, 4° 24' 45" OL | 7144    | Neoclassicistische rijhuizen met winkelpui                                                        |
| Dokterswoning in Louis-Philippestijl                                                              |                |                           | Antwerpen    | Lange Leemstraat 98                                    | 51° 12' 28" NB, 4° 24' 46" OL | 7145    | Dokterswoning in Louis-Philippestijl                                                              |
| Gekoppelde neoclassicistische burgerhuizen                                                        |                |                           | Antwerpen    | Lange Leemstraat 132-134                               | 51° 12' 25" NB, 4° 24' 51" OL | 7146    | Gekoppelde neoclassicistische burgerhuizen                                                        |
| Résidence Isabelle                                                                                |                |                           | Antwerpen    | Isabellalei 1-3, 3A, Lange Leemstraat 144A-C           | 51° 12' 23" NB, 4° 24' 57" OL | 7147    | Résidence Isabelle                                                                                |
| Parochiekerk Sint-Jozef                                                                           | Monument       | Eugeen Gife               | Antwerpen    | Charlottalei 2                                         | 51° 12' 34" NB, 4° 25' 8" OL  | 7239    | Parochiekerk Sint-Jozef                                                                           |
| Kantoorgebouw Compagnie Nationale d'Eclairage                                                     |                |                           | Antwerpen    | Louiza-Marialei 2                                      | 51° 12' 47" NB, 4° 24' 42" OL | 7240    | Kantoorgebouw Compagnie Nationale d'Eclairage                                                     |
| Burgerhuis in neorococostijl                                                                      |                |                           | Antwerpen    | Louiza-Marialei 4                                      | 51° 12' 47" NB, 4° 24' 43" OL | 7241    | Burgerhuis in neorococostijl                                                                      |
| Burgerhuis in neorococostijl                                                                      |                |                           | Antwerpen    | Louiza-Marialei 6                                      | 51° 12' 47" NB, 4° 24' 43" OL | 7242    | Burgerhuis in neorococostijl                                                                      |
| Hotel Vandevelde                                                                                  |                |                           | Antwerpen    | Louiza-Marialei 8                                      | 51° 12' 47" NB, 4° 24' 44" OL | 7243    | Hotel Vandevelde                                                                                  |
| Herenhuis Dhanis                                                                                  | Monument       |                           | Antwerpen    | Maria-Henriëttalei 1                                   | 51° 12' 42" NB, 4° 24' 35" OL | 7249    | Herenhuis Dhanis                                                                                  |
| Banque Hypothécaire et Immobilière d'Anvers                                                       |                |                           | Antwerpen    | Maria-Theresialei 2-4                                  | 51° 12' 54" NB, 4° 24' 52" OL | 7263    | Banque Hypothécaire et Immobilière d'Anvers                                                       |
| Hoekpand met Frankrijklei                                                                         |                |                           | Antwerpen    | Mechelsesteenweg 1-3                                   | 51° 12' 39" NB, 4° 24' 29" OL | 7309    | Hoekpand met Frankrijklei                                                                         |
| Gekoppelde winkel- en burgerhuizen in neoclassicistische stijl                                    |                |                           | Antwerpen    | Mechelsesteenweg 3-5, 13-15                            | 51° 12' 39" NB, 4° 24' 29" OL | 7310    | Gekoppelde winkel- en burgerhuizen in neoclassicistische stijl                                    |
| Gekoppelde burgerhuizen in Louis-Philippestijl                                                    |                |                           | Antwerpen    | Mechelsesteenweg 29-31                                 | 51° 12' 35" NB, 4° 24' 30" OL | 7311    | Gekoppelde burgerhuizen in Louis-Philippestijl                                                    |
| Herenhuis in beaux-artsstijl                                                                      |                |                           | Antwerpen    | Mechelsesteenweg 65                                    | 51° 12' 31" NB, 4° 24' 33" OL | 7312    | Herenhuis in beaux-artsstijl                                                                      |
| Herenhuis in eclectische stijl                                                                    |                |                           | Antwerpen    | Mechelsesteenweg 73                                    | 51° 12' 28" NB, 4° 24' 34" OL | 7313    | Herenhuis in eclectische stijl                                                                    |
| Gekoppelde eclectische burgerhuizen                                                               |                |                           | Antwerpen    | Mechelsesteenweg 101-103                               | 51° 12' 25" NB, 4° 24' 36" OL | 7314    | Gekoppelde eclectische burgerhuizen                                                               |
| Eclectisch burgerhuis                                                                             |                |                           | Antwerpen    | Mechelsesteenweg 105                                   | 51° 12' 25" NB, 4° 24' 37" OL | 7315    | Eclectisch burgerhuis                                                                             |
| Appartementsgebouw in art-decostijl                                                               |                |                           | Antwerpen    | Mechelsesteenweg 109                                   | 51° 12' 24" NB, 4° 24' 37" OL | 7316    | Appartementsgebouw in art-decostijl                                                               |
| Burgerhuis in neorococostijl                                                                      |                |                           | Antwerpen    | Mechelsesteenweg 111                                   | 51° 12' 24" NB, 4° 24' 37" OL | 7317    | Burgerhuis in neorococostijl                                                                      |
| Voormalig herenhuis in beaux-artsstijl                                                            |                |                           | Antwerpen    | Mechelsesteenweg 125                                   | 51° 12' 22" NB, 4° 24' 39" OL | 7318    | Voormalig herenhuis in beaux-artsstijl                                                            |
| Parochiekerk Heilige Geest                                                                        |                |                           | Antwerpen    | Mechelsesteenweg 133                                   | 51° 12' 21" NB, 4° 24' 39" OL | 7319    | Parochiekerk Heilige Geest                                                                        |
| Pastorie van de Heilige-Geestkerk                                                                 |                |                           | Antwerpen    | Mechelsesteenweg 135                                   | 51° 12' 20" NB, 4° 24' 39" OL | 7320    | Pastorie van de Heilige-Geestkerk                                                                 |
| Burgerhuis in Louis-Philippestijl                                                                 |                |                           | Antwerpen    | Mechelsesteenweg 137                                   | 51° 12' 20" NB, 4° 24' 38" OL | 7321    | Burgerhuis in Louis-Philippestijl                                                                 |
| Burgerhuis in neo-Vlaamserenaissance-stijl                                                        |                |                           | Antwerpen    | Mechelsesteenweg 153                                   | 51° 12' 19" NB, 4° 24' 39" OL | 7322    | Burgerhuis in neo-Vlaamserenaissance-stijl                                                        |
| Burgerhuis in neorococostijl                                                                      |                |                           | Antwerpen    | Mechelsesteenweg 157                                   | 51° 12' 18" NB, 4° 24' 40" OL | 7323    | Burgerhuis in neorococostijl                                                                      |
| Appartementsgebouw in art-decostijl                                                               |                |                           | Antwerpen    | Belgiëlei 206-210, Mechelsesteenweg 227                | 51° 12' 9" NB, 4° 24' 46" OL  | 7324    | Appartementsgebouw in art-decostijl                                                               |
| Dokterswoning in neorenaissancestijl                                                              |                |                           | Antwerpen    | Plantin en Moretuslei 54-56                            | 51° 12' 37" NB, 4° 25' 16" OL | 7461    | Dokterswoning in neorenaissancestijl                                                              |
| Neoclassicistisch herenhuis                                                                       |                |                           | Antwerpen    | Rembrandtstraat 25                                     | 51° 12' 34" NB, 4° 24' 52" OL | 7501    | Neoclassicistisch herenhuis                                                                       |
| Neoclassicistisch herenhuis                                                                       |                |                           | Antwerpen    | Rembrandtstraat 35                                     | 51° 12' 33" NB, 4° 24' 51" OL | 7502    | Neoclassicistisch herenhuis                                                                       |
| Gekoppelde burgerhuizen in neorenaissancestijl                                                    |                |                           | Antwerpen    | Rubenslei 12-13                                        | 51° 12' 51" NB, 4° 24' 49" OL | 7511    | Gekoppelde burgerhuizen in neorenaissancestijl                                                    |
| Résidence du Parc                                                                                 |                |                           | Antwerpen    | Rubenslei 16, 16A                                      | 51° 12' 46" NB, 4° 24' 44" OL | 7513    | Résidence du Parc                                                                                 |
| Hotel Jan Blockx                                                                                  |                |                           | Antwerpen    | Sint-Jozefstraat 5                                     | 51° 12' 26" NB, 4° 24' 38" OL | 7555    | Hotel Jan Blockx                                                                                  |
| Herenhuis in beaux-artsstijl                                                                      |                |                           | Antwerpen    | Sint-Jozefstraat 9                                     | 51° 12' 26" NB, 4° 24' 40" OL | 7557    | Herenhuis in beaux-artsstijl                                                                      |
| Architectenwoning Georges Matthyssens                                                             |                |                           | Antwerpen    | Sint-Jozefstraat 13                                    | 51° 12' 26" NB, 4° 24' 42" OL | 7558    | Architectenwoning Georges Matthyssens                                                             |
| Herenhuis in neo-Francois I-stijl                                                                 |                |                           | Antwerpen    | Sint-Jozefstraat 14                                    | 51° 12' 25" NB, 4° 24' 38" OL | 7560    | Herenhuis in neo-Francois I-stijl                                                                 |
| Herenhuis in beaux-artsstijl                                                                      |                |                           | Antwerpen    | Mechelsesteenweg 113C, Sint-Jozefstraat 20             | 51° 12' 24" NB, 4° 24' 40" OL | 7561    | Herenhuis in beaux-artsstijl                                                                      |
| Neoclassicistische burgerhuizen                                                                   |                |                           | Antwerpen    | Sint-Thomasstraat 20-22, 55                            | 51° 12' 17" NB, 4° 24' 49" OL | 7564    | Neoclassicistische burgerhuizen                                                                   |
| Herenhuis in beaux-artsstijl                                                                      |                |                           | Antwerpen    | Sint-Thomasstraat 27                                   | 51° 12' 17" NB, 4° 24' 44" OL | 7565    | Herenhuis in beaux-artsstijl                                                                      |
| Burgerhuis in neoclassicistische stijl                                                            |                |                           | Antwerpen    | Sint-Vincentiusstraat 6                                | 51° 12' 24" NB, 4° 24' 51" OL | 7570    | Burgerhuis in neoclassicistische stijl                                                            |
| Woning In de Gulden Spoor                                                                         | Monument       |                           | Antwerpen    | Sint-Vincentiusstraat 12                               | 51° 12' 24" NB, 4° 24' 49" OL | 7571    | Woning In de Gulden Spoor                                                                         |
| Sint-Vincentiusziekenhuis                                                                         | Monument       |                           | Antwerpen    | Sint-Vincentiusstraat 20                               | 51° 12' 25" NB, 4° 24' 48" OL | 7573    | Sint-Vincentiusziekenhuis                                                                         |
| De Harp                                                                                           |                | Jef Huygh                 | Antwerpen    | Van Breestraat 23                                      | 51° 12' 36" NB, 4° 24' 34" OL | 7626    | De Harp                                                                                           |
| Burgerhuis in second-empirestijl                                                                  |                |                           | Antwerpen    | Van Breestraat 35                                      | 51° 12' 35" NB, 4° 24' 31" OL | 7627    | Burgerhuis in second-empirestijl                                                                  |
| Eclectisch burgerhuis                                                                             |                |                           | Antwerpen    | Van Eycklei 27                                         | 51° 12' 37" NB, 4° 24' 52" OL | 7639    | Eclectisch burgerhuis                                                                             |
| Burgerhuis in neo-Vlaamserenaissance-stijl                                                        |                |                           | Antwerpen    | Van Noortstraat 18                                     | 51° 12' 34" NB, 4° 24' 43" OL | 7651    | Burgerhuis in neo-Vlaamserenaissance-stijl                                                        |
| Appartementsgebouw in art-decostijl                                                               | Monument       |                           | Antwerpen    | Mechelsesteenweg 123                                   | 51° 12' 22" NB, 4° 24' 38" OL | 200909  | Appartementsgebouw in art-decostijl                                                               |
| Handelsgebouw Haentjens                                                                           |                |                           | Antwerpen    | Plantin en Moretuslei 60-62                            |                               | 213789  | Handelsgebouw Haentjens                                                                           |
| Appartementscomplex Helvetica                                                                     |                |                           | Antwerpen    | Maria-Henriëttalei 7, Rubenslei 36                     |                               | 214900  | Appartementscomplex Helvetica                                                                     |
| Modernistisch appartementsgebouw                                                                  |                |                           | Antwerpen    | Frankrijklei 133A, Lange Leemstraat 2-4                |                               | 214905  | Modernistisch appartementsgebouw                                                                  |
| Neoclassicistisch herenhuis                                                                       |                |                           | Antwerpen    | Frankrijklei 127                                       |                               | 214907  | Neoclassicistisch herenhuis                                                                       |
| Neoclassicistische herenwoning                                                                    |                |                           | Antwerpen    | Frankrijklei 123                                       |                               | 214908  | Neoclassicistische herenwoning                                                                    |
| Neoclassicistische burgerwoning                                                                   |                |                           | Antwerpen    | Frankrijklei 125                                       |                               | 214909  | Neoclassicistische burgerwoning                                                                   |
| Zaal Elckerlyc                                                                                    |                |                           | Antwerpen    | Frankrijklei 85-87                                     |                               | 214910  | Zaal Elckerlyc                                                                                    |
| Consulaat Generaal van de Verenigde Staten van Amerika                                            |                |                           | Antwerpen    | Frankrijklei 67-69                                     |                               | 214911  | Consulaat Generaal van de Verenigde Staten van Amerika                                            |
| Résidence Francia                                                                                 |                |                           | Antwerpen    | Frankrijklei 57                                        |                               | 214912  | Résidence Francia                                                                                 |
| Neoclassicistisch herenhuis                                                                       |                |                           | Antwerpen    | Frankrijklei 109                                       |                               | 214920  | Neoclassicistisch herenhuis                                                                       |
| Neoclassicistisch herenhuis                                                                       |                |                           | Antwerpen    | Frankrijklei 111                                       |                               | 214921  | Neoclassicistisch herenhuis                                                                       |
| Neoclassicistisch herenhuis                                                                       |                |                           | Antwerpen    | Frankrijklei 113                                       |                               | 214922  | Neoclassicistisch herenhuis                                                                       |
| Résidence Van Dyck                                                                                |                |                           | Antwerpen    | Antoon van Dyckstraat 2, 8                             |                               | 215222  | Résidence Van Dyck                                                                                |
| Central Park Residence                                                                            |                |                           | Antwerpen    | Maria-Theresialei 23                                   |                               | 215226  | Central Park Residence                                                                            |
| Geheel van een appartementsgebouw en zes eengezinswoningen                                        |                |                           | Antwerpen    | Mechelsesteenweg 119-121                               |                               | 215228  | Geheel van een appartementsgebouw en zes eengezinswoningen                                        |
| Neoclassicistisch herenhuis                                                                       |                |                           | Antwerpen    | Frankrijklei 107                                       |                               | 215236  | Neoclassicistisch herenhuis                                                                       |
| Neoclassicistisch herenhuis                                                                       |                |                           | Antwerpen    | Frankrijklei 115                                       |                               | 215250  | Neoclassicistisch herenhuis                                                                       |
| Burgerhuis in second-empirestijl                                                                  |                |                           | Antwerpen    | Sint-Jozefstraat 15                                    |                               | 215273  | Burgerhuis in second-empirestijl                                                                  |
| Neclassicistisch burgerhuis                                                                       |                |                           | Antwerpen    | Van Eycklei 8                                          |                               | 215409  | Neclassicistisch burgerhuis                                                                       |
| Appartementsgebouw in art-decostijl                                                               |                |                           | Antwerpen    | Van Eycklei 13                                         |                               | 215410  | Appartementsgebouw in art-decostijl                                                               |
| Appartementsgebouw in art-decostijl                                                               |                |                           | Antwerpen    | Van Eycklei 17-18                                      |                               | 215411  | Appartementsgebouw in art-decostijl                                                               |
| Modernistisch duplexflatgebouw                                                                    |                |                           | Antwerpen    | Van Eycklei 19                                         |                               | 215412  | Modernistisch duplexflatgebouw                                                                    |
| Résidence Baudouin                                                                                |                |                           | Antwerpen    | Van Eycklei 40                                         |                               | 215413  | Résidence Baudouin                                                                                |
| Modernistisch appartementsgebouw                                                                  |                |                           | Antwerpen    | Maria-Henriëttalei 10                                  |                               | 215414  | Modernistisch appartementsgebouw                                                                  |
| Résidence Rubens                                                                                  |                |                           | Antwerpen    | Rubenslei 33                                           |                               | 215416  | Résidence Rubens                                                                                  |
| Standbeeld Henri Leys                                                                             | stadspark      | Joseph Ducaju             | Antwerpen    | Louiza-Marialei                                        |                               | 215623  | Standbeeld Henri Leys                                                                             |
| Meisje met Geitje                                                                                 | stadspark      | Marcel Courbier           | Antwerpen    | Louiza-Marialei                                        |                               | 215624  | Meisje met Geitje                                                                                 |
| Appartementsgebouw in art-decostijl                                                               |                |                           | Antwerpen    | Lange Leemstraat 7                                     |                               | 215989  | Appartementsgebouw in art-decostijl                                                               |
| Neoclassicistisch burgerhuis                                                                      |                |                           | Antwerpen    | Lange Leemstraat 10                                    |                               | 215990  | Neoclassicistisch burgerhuis                                                                      |
| Burgerhuis in neoclassicistische stijl                                                            |                |                           | Antwerpen    | Van Breestraat 2                                       |                               | 215991  | Burgerhuis in neoclassicistische stijl                                                            |
| Gekoppelde neoclassicistische burgerhuizen                                                        |                |                           | Antwerpen    | Van Breestraat 7-9                                     |                               | 215992  | Gekoppelde neoclassicistische burgerhuizen                                                        |
| Neoclassicistisch burgerhuis                                                                      |                |                           | Antwerpen    | Van Breestraat 4                                       |                               | 215993  | Neoclassicistisch burgerhuis                                                                      |
| Neoclassicistisch burgerhuis                                                                      |                |                           | Antwerpen    | Lange Leemstraat 14                                    |                               | 215994  | Neoclassicistisch burgerhuis                                                                      |
| Neoclassicistisch burgerhuis                                                                      |                |                           | Antwerpen    | Van Breestraat 16                                      |                               | 215995  | Neoclassicistisch burgerhuis                                                                      |
| Appartementsgebouw in beaux-artsstijl                                                             |                |                           | Antwerpen    | Lange Leemstraat 16-18, 22-24, Van Breestraat 17       |                               | 215996  | Appartementsgebouw in beaux-artsstijl                                                             |
| Burgerhuis in beaux-artsstijl                                                                     |                |                           | Antwerpen    | Van Breestraat 19                                      |                               | 215997  | Burgerhuis in beaux-artsstijl                                                                     |
| Neoclassicistisch burgerhuis                                                                      |                |                           | Antwerpen    | Van Breestraat 20                                      |                               | 215998  | Neoclassicistisch burgerhuis                                                                      |
| Burgerhuis in beaux-artsstijl                                                                     |                |                           | Antwerpen    | Van Breestraat 21                                      |                               | 215999  | Burgerhuis in beaux-artsstijl                                                                     |
| Dokterswoning in beaux-artsstijl                                                                  |                |                           | Antwerpen    | Van Breestraat 25                                      |                               | 216000  | Dokterswoning in beaux-artsstijl                                                                  |
| Notariswoning en burgerhuis in beaux-artsstijl                                                    |                |                           | Antwerpen    | Van Breestraat 27-29                                   |                               | 216001  | Notariswoning en burgerhuis in beaux-artsstijl                                                    |
| Burgerhuis in beaux-artsstijl                                                                     |                |                           | Antwerpen    | Van Breestraat 31                                      |                               | 216002  | Burgerhuis in beaux-artsstijl                                                                     |
| Dokterswoning in beaux-artsstijl                                                                  |                | 1916 Michel De Braey      | Antwerpen    | Van Breestraat 33                                      |                               | 216003  | Dokterswoning in beaux-artsstijl                                                                  |
| Hoekcomplex van café, burgerhuis en winkel                                                        |                |                           | Antwerpen    | Lange Leemstraat 11, 11A, Van Breestraat 15            |                               | 216024  | Hoekcomplex van café, burgerhuis en winkel                                                        |
| Neoclassicistisch burgerhuis                                                                      |                |                           | Antwerpen    | Lange Leemstraat 3                                     |                               | 216025  | Neoclassicistisch burgerhuis                                                                      |
| Neoclassicistisch burgerhuis                                                                      |                |                           | Antwerpen    | Van Breestraat 1                                       |                               | 216026  | Neoclassicistisch burgerhuis                                                                      |
| Oorlogsmonument                                                                                   | Monument       | Edward Deckers            | Antwerpen    | Rubenslei, Van Eycklei                                 |                               | 216118  | Oorlogsmonument                                                                                   |
| Monument voor de gesneuvelden van het 5de, 15de en 25ste Linieregiment en het 5de Vestingregiment | stadspark      | Raoul Lambeau             | Antwerpen    | Rubenslei                                              |                               | 216137  | Monument voor de gesneuvelden van het 5de, 15de en 25ste Linieregiment en het 5de Vestingregiment |
| Hangbrug                                                                                          | Monument       | Édouard Keilig            | Antwerpen    | Van Eycklei                                            |                               | 300082  | Hangbrug                                                                                          |
| Appartementsgebouw in art-decostijl                                                               |                |                           | Antwerpen    | Consciencestraat 2-4                                   |                               | 300211  | Appartementsgebouw in art-decostijl                                                               |
| Appartementsgebouw in art-decostijl                                                               |                |                           | Antwerpen    | Consciencestraat 6                                     |                               | 300212  | Appartementsgebouw in art-decostijl                                                               |
| Burgerhuis in art-nouveaustijl                                                                    |                |                           | Antwerpen    | Sint-Jozefstraat 8                                     |                               | 300224  | Burgerhuis in art-nouveaustijl                                                                    |
| Résidence Conscience                                                                              |                |                           | Antwerpen    | Consciencestraat 8                                     |                               | 300225  | Résidence Conscience                                                                              |
| Burgerhuis in eclectische stijl                                                                   |                |                           | Antwerpen    | Sint-Jozefstraat 10                                    |                               | 300228  | Burgerhuis in eclectische stijl                                                                   |
| Dokterswoning in neoclassicistische stijl                                                         |                |                           | Antwerpen    | Sint-Jozefstraat 12                                    |                               | 300229  | Dokterswoning in neoclassicistische stijl                                                         |
| Burgerhuis in neoclassicistische stijl                                                            |                |                           | Antwerpen    | Sint-Jozefstraat 16                                    |                               | 300230  | Burgerhuis in neoclassicistische stijl                                                            |
| Burgerhuis in eclectische stijl                                                                   |                |                           | Antwerpen    | Sint-Jozefstraat 18                                    |                               | 300232  | Burgerhuis in eclectische stijl                                                                   |
| Burgerhuis in art-nouveaustijl                                                                    |                |                           | Antwerpen    | Sint-Jozefstraat 6                                     |                               | 300233  | Burgerhuis in art-nouveaustijl                                                                    |
| Résidence Idéale                                                                                  |                |                           | Antwerpen    | Belgiëlei 120                                          |                               | 300234  | Résidence Idéale                                                                                  |
| Burgerhuis in beaux-artsstijl                                                                     |                |                           | Antwerpen    | Belgiëlei 192                                          |                               | 300235  | Burgerhuis in beaux-artsstijl                                                                     |
| Résidence Pépinière                                                                               |                |                           | Antwerpen    | Belgiëlei 194                                          |                               | 300236  | Résidence Pépinière                                                                               |
| Appartementsgebouw in art-decostijl                                                               |                |                           | Antwerpen    | Mechelsesteenweg 113                                   |                               | 300237  | Appartementsgebouw in art-decostijl                                                               |
| Modernistisch appartementsgebouw                                                                  |                |                           | Antwerpen    | Mechelsesteenweg 195-197                               |                               | 300243  | Modernistisch appartementsgebouw                                                                  |
| Neoclassicistisch herenhuis                                                                       |                |                           | Antwerpen    | Mechelsesteenweg 145                                   |                               | 300270  | Neoclassicistisch herenhuis                                                                       |
| Burgerhuis in neorococostijl                                                                      |                |                           | Antwerpen    | Charlottalei 52                                        |                               | 300337  | Burgerhuis in neorococostijl                                                                      |
| Burgerhuis in neotraditionele stijl                                                               |                |                           | Antwerpen    | Consciencestraat 10                                    |                               | 300338  | Burgerhuis in neotraditionele stijl                                                               |
| Herenhuis in neorococostijl                                                                       |                |                           | Antwerpen    | Albertstraat 25                                        |                               | 300339  | Herenhuis in neorococostijl                                                                       |
| Gekoppelde burgerhuizen in beaux-artsstijl                                                        |                |                           | Antwerpen    | Albertstraat 29-31                                     |                               | 300340  | Gekoppelde burgerhuizen in beaux-artsstijl                                                        |
| Burgerhuis in neorégencestijl                                                                     |                |                           | Antwerpen    | Hertoginstraat 32                                      |                               | 300341  | Burgerhuis in neorégencestijl                                                                     |
| Eclectisch burgerhuis en meubelmakerij                                                            |                |                           | Antwerpen    | Hertoginstraat 54                                      |                               | 300342  | Eclectisch burgerhuis en meubelmakerij                                                            |
| Eclectisch woon- en winkelpand                                                                    |                |                           | Antwerpen    | Mechelsesteenweg 107                                   |                               | 300343  | Eclectisch woon- en winkelpand                                                                    |
| Burgerhuis in beaux-artsstijl                                                                     |                |                           | Antwerpen    | Sint-Thomasstraat 28                                   |                               | 300344  | Burgerhuis in beaux-artsstijl                                                                     |
| Burgerhuis in neoclassicistische stijl                                                            |                |                           | Antwerpen    | Sint-Thomasstraat 42                                   |                               | 300345  | Burgerhuis in neoclassicistische stijl                                                            |
| Architectenwoning Eugène Geefs                                                                    |                |                           | Antwerpen    | Sint-Vincentiusstraat 10                               |                               | 300346  | Architectenwoning Eugène Geefs                                                                    |
| Herenhuis in Louis-Philippestijl                                                                  |                |                           | Antwerpen    | Sint-Thomasstraat 34                                   |                               | 300413  | Herenhuis in Louis-Philippestijl                                                                  |
| Dokterswoning in second-empirestijl                                                               |                |                           | Antwerpen    | Sint-Thomasstraat 36                                   |                               | 300414  | Dokterswoning in second-empirestijl                                                               |
| Herenhuis in neoclassicistische stijl                                                             |                |                           | Antwerpen    | Sint-Thomasstraat 38                                   |                               | 300415  | Herenhuis in neoclassicistische stijl                                                             |
| Gekoppelde neoclassicistische burgerhuizen                                                        |                |                           | Antwerpen    | Sint-Thomasstraat 24-26                                |                               | 300416  | Gekoppelde neoclassicistische burgerhuizen                                                        |
| Neoclassicistisch burgerhuis                                                                      |                |                           | Antwerpen    | Sint-Thomasstraat 30                                   |                               | 300417  | Neoclassicistisch burgerhuis                                                                      |
| Herenhuis in neoclassicistische stijl                                                             |                |                           | Antwerpen    | Sint-Thomasstraat 32                                   |                               | 300418  | Herenhuis in neoclassicistische stijl                                                             |
| Herenhuis in neoclassicistische stijl                                                             |                |                           | Antwerpen    | Isabellalei 14                                         |                               | 300419  | Herenhuis in neoclassicistische stijl                                                             |
| Herenhuis in neoclassicistische stijl                                                             |                |                           | Antwerpen    | Isabellalei 18                                         |                               | 300420  | Herenhuis in neoclassicistische stijl                                                             |
| Herenhuis in neoclassicistische stijl                                                             |                |                           | Antwerpen    | Isabellalei 20                                         |                               | 300421  | Herenhuis in neoclassicistische stijl                                                             |
| Herenhuis in neoclassicistische stijl                                                             |                |                           | Antwerpen    | Isabellalei 65                                         |                               | 300422  | Herenhuis in neoclassicistische stijl                                                             |
| Burgerhuis in art-nouveaustijl                                                                    |                |                           | Antwerpen    | Isabellalei 72-74                                      |                               | 300423  | Burgerhuis in art-nouveaustijl                                                                    |
| Gekoppelde burgerhuizen in eclectische stijl                                                      |                |                           | Antwerpen    | Isabellalei 76-78                                      |                               | 300424  | Gekoppelde burgerhuizen in eclectische stijl                                                      |
| Geheel van drie neoclassicistische burgerhuizen                                                   |                |                           | Antwerpen    | Isabellalei 40-44                                      |                               | 300445  | Geheel van drie neoclassicistische burgerhuizen                                                   |
| Architectenwoning Romain Smets                                                                    |                |                           | Antwerpen    | Isabellalei 58                                         |                               | 300446  | Architectenwoning Romain Smets                                                                    |
| Burgerhuis in neoclassicistische stijl                                                            |                |                           | Antwerpen    | Isabellalei 86                                         |                               | 300447  | Burgerhuis in neoclassicistische stijl                                                            |
| Burgerhuis in neoclassicistische stijl                                                            |                |                           | Antwerpen    | Lange Leemstraat 126                                   |                               | 300448  | Burgerhuis in neoclassicistische stijl                                                            |
| Burgerhuis in beaux-artsstijl                                                                     |                |                           | Antwerpen    | Lange Leemstraat 142                                   |                               | 300449  | Burgerhuis in beaux-artsstijl                                                                     |
| Neoclassicistisch burgerhuis met apotheek                                                         |                |                           | Antwerpen    | Lange Leemstraat 74                                    |                               | 300453  | Neoclassicistisch burgerhuis met apotheek                                                         |
| Standbeeld Louis Major                                                                            | stadspark      |                           | Antwerpen    | Rubenslei                                              |                               | 300502  | Standbeeld Louis Major                                                                            |
| Fonteinfiguur                                                                                     | stadspark      |                           | Antwerpen    | Rubenslei                                              |                               | 300503  | Fonteinfiguur                                                                                     |
| Monument Evarist Allewaert                                                                        | stadspark      | Frans Joris               | Antwerpen    | Rubenslei                                              |                               | 300504  | Monument Evarist Allewaert                                                                        |
| Amerika                                                                                           | stadspark      |                           | Antwerpen    | Rubenslei                                              |                               | 300505  | Amerika                                                                                           |
| Monument Theodoor Verstraete                                                                      | stadspark      | Guillaume Charlier        | Antwerpen    | Rubenslei                                              |                               | 300506  | Monument Theodoor Verstraete                                                                      |
| Monument Jan Van Beers                                                                            | stadspark      | Paul Hankar, Alfred Crick | Antwerpen    | Rubenslei                                              |                               | 300507  | Monument Jan Van Beers                                                                            |
| Monument Koningin Astrid                                                                          | stadspark      | George Minne              | Antwerpen    | Rubenslei                                              |                               | 300508  | Monument Koningin Astrid                                                                          |
| Monument Belgisch-Congo                                                                           | stadspark      |                           | Antwerpen    | Rubenslei                                              |                               | 300509  | Monument Belgisch-Congo                                                                           |
| Meergezinswoning met art-nouveau-inslag                                                           |                |                           | Antwerpen    | Mechelsesteenweg 47                                    |                               | 300540  | Meergezinswoning met art-nouveau-inslag                                                           |
| Burgerhuis in beaux-artsstijl                                                                     |                | 1912 Alfred Portielje     | Antwerpen    | Mechelsesteenweg 207                                   |                               | 300541  | Burgerhuis in beaux-artsstijl                                                                     |
| Appartementsgebouw in art-decostijl                                                               |                |                           | Antwerpen    | Mechelsesteenweg 205                                   |                               | 300667  | Appartementsgebouw in art-decostijl                                                               |
| Monument Gedeporteerde Joodse Bevolking                                                           |                |                           | Antwerpen    | Belgiëlei                                              |                               | 300692  | Monument Gedeporteerde Joodse Bevolking                                                           |
| Burgerhuis in beaux-artsstijl                                                                     |                |                           | Antwerpen    | Antoon van Dyckstraat 68                               |                               | 300693  | Burgerhuis in beaux-artsstijl                                                                     |
| Résidence Scaldis                                                                                 |                |                           | Antwerpen    | Bexstraat 27                                           |                               | 300694  | Résidence Scaldis                                                                                 |
| Koetshuis in neotraditionele stijl                                                                |                |                           | Antwerpen    | Breughelstraat 14                                      |                               | 300695  | Koetshuis in neotraditionele stijl                                                                |
| Burgerhuis in neotraditionele stijl                                                               |                |                           | Antwerpen    | Breughelstraat 21                                      |                               | 300696  | Burgerhuis in neotraditionele stijl                                                               |
| Burgerhuis in second-empirestijl                                                                  |                |                           | Antwerpen    | Edelinckstraat 15                                      |                               | 300697  | Burgerhuis in second-empirestijl                                                                  |
| Burgerhuis in neoclassicistische stijl                                                            |                |                           | Antwerpen    | Edelinckstraat 16                                      |                               | 300698  | Burgerhuis in neoclassicistische stijl                                                            |
| Burgerhuis in neoclassicistische stijl                                                            |                |                           | Antwerpen    | Edelinckstraat 3                                       |                               | 300699  | Burgerhuis in neoclassicistische stijl                                                            |
| Herenhuis in neoclassicistische stijl                                                             |                |                           | Antwerpen    | Edelinckstraat 17                                      |                               | 300700  | Herenhuis in neoclassicistische stijl                                                             |
| Heren- en burgerhuis in neoclassicistische stijl                                                  |                |                           | Antwerpen    | Edelinckstraat 18-20                                   |                               | 300701  | Heren- en burgerhuis in neoclassicistische stijl                                                  |
| Burgerhuis in neoclassicistische stijl                                                            |                |                           | Antwerpen    | Edelinckstraat 22                                      |                               | 300702  | Burgerhuis in neoclassicistische stijl                                                            |
| Burgerhuis in neoclassicistische stijl                                                            |                |                           | Antwerpen    | Jacob Jordaensstraat 75                                |                               | 300703  | Burgerhuis in neoclassicistische stijl                                                            |
| Burgerhuis in neoclassicistische stijl                                                            |                |                           | Antwerpen    | Rembrandtstraat 21                                     |                               | 300704  | Burgerhuis in neoclassicistische stijl                                                            |
| Burgerhuis in art-decostijl                                                                       |                |                           | Antwerpen    | Albertstraat 9                                         |                               | 301129  | Burgerhuis in art-decostijl                                                                       |
| Gekoppelde burgerhuizen in beaux-artsstijl                                                        |                |                           | Antwerpen    | Hertoginstraat 46-48                                   |                               | 301130  | Gekoppelde burgerhuizen in beaux-artsstijl                                                        |
| Gekoppelde burgerhuizen in second-empirestijl                                                     |                |                           | Antwerpen    | Hertoginstraat 36-38                                   |                               | 301131  | Gekoppelde burgerhuizen in second-empirestijl                                                     |
| Herenhuis in neoclassicistische stijl                                                             |                |                           | Antwerpen    | Korte Leemstraat 14-16                                 |                               | 301132  | Herenhuis in neoclassicistische stijl                                                             |
| Burgerhuis in neoclassicistische stijl                                                            |                |                           | Antwerpen    | Korte Leemstraat 12                                    |                               | 301191  | Burgerhuis in neoclassicistische stijl                                                            |
| Burgerhuis in beaux-artsstijl                                                                     |                |                           | Antwerpen    | Albertstraat 27                                        |                               | 301193  | Burgerhuis in beaux-artsstijl                                                                     |
| Twee burgerhuizen in neoclassicistische stijl                                                     |                |                           | Antwerpen    | Rembrandtstraat 7-9                                    |                               | 301315  | Twee burgerhuizen in neoclassicistische stijl                                                     |
| Burgerhuis in neoclassicistische stijl                                                            |                |                           | Antwerpen    | Rembrandtstraat 11                                     |                               | 301316  | Burgerhuis in neoclassicistische stijl                                                            |
| Burgerhuis in neoclassicistische stijl                                                            |                |                           | Antwerpen    | Rembrandtstraat 13                                     |                               | 301317  | Burgerhuis in neoclassicistische stijl                                                            |
| Appartementsgebouw in art-decostijl                                                               |                |                           | Antwerpen    | Florisstraat 4                                         |                               | 301348  | Appartementsgebouw in art-decostijl                                                               |
| Pakhuis Cox Frères                                                                                |                |                           | Antwerpen    | Breughelstraat 27-29                                   |                               | 301351  | Pakhuis Cox Frères                                                                                |
| Architectenwoning Geo Brosens                                                                     |                |                           | Antwerpen    | Florisstraat 6                                         |                               | 301360  | Architectenwoning Geo Brosens                                                                     |
| Residentie Charles-Michel                                                                         |                |                           | Antwerpen    | Consciencestraat 18                                    |                               | 301368  | Residentie Charles-Michel                                                                         |
| Résidence Beau Sejour                                                                             |                |                           | Antwerpen    | Consciencestraat 20                                    |                               | 301369  | Résidence Beau Sejour                                                                             |
| Burgerhuis in neoclassicistische stijl                                                            |                |                           | Antwerpen    | Rembrandtstraat 23                                     |                               | 301370  | Burgerhuis in neoclassicistische stijl                                                            |
| Burgerhuis in eclectische stijl                                                                   |                |                           | Antwerpen    | Jacob Jordaensstraat 35                                |                               | 301378  | Burgerhuis in eclectische stijl                                                                   |
| Eclectisch burgerhuis verbouwd tot appartementsgebouw                                             |                |                           | Antwerpen    | Rembrandtstraat 6                                      |                               | 301391  | Eclectisch burgerhuis verbouwd tot appartementsgebouw                                             |
| Herenhuis in neoclassicistische stijl                                                             |                |                           | Antwerpen    | Jacob Jordaensstraat 108                               |                               | 301415  | Herenhuis in neoclassicistische stijl                                                             |
| Burgerhuis in neoclassicistische stijl                                                            |                |                           | Antwerpen    | Lange Leemstraat 49                                    |                               | 301428  | Burgerhuis in neoclassicistische stijl                                                            |
| Boekhandel Belis Vinck                                                                            |                |                           | Antwerpen    | Lange Leemstraat 41                                    |                               | 304738  | Upload foto                                                                                       |

### Bouwkundig geheel
| Object    | Erfgoedstatus? | Bouwjaar of architect | Deelgemeente | Adres                                      | Coördinaten | Nummer? | Afbeelding |
| --------- | -------------- | --------------------- | ------------ | ------------------------------------------ | ----------- | ------- | ---------- |
| Stadspark | Monument       | Édouard Keilig        | Antwerpen    | Quinten Matsijslei, Rubenslei, Van Eycklei |             | 127115  | Stadspark  |

District Antwerpen: Antwerpen-Noord · Brederode · Centraal Station · Dam · Eilandje · Haringrode · Harmonie · Havengebied · Historisch Centrum (Oude Stad · Hoogstraat · Groenplaats) · Kiel · Linkeroever · Luchtbal-Rozemaai-Schoonbroek · Markgrave · Meirwijk · Middelheim · Schipperskwartier · Sint-Andries · Stadspark · Tentoonstellingswijk · Theaterbuurt · Universiteitsbuurt · Zuid · Zurenborg

Overige districten: Berchem · Berendrecht-Zandvliet-Lillo · Borgerhout · Deurne · Ekeren · Hoboken · Merksem · Wilrijk

Onroerend erfgoed in de provincie Antwerpen